# Ateuchus setulosum
Ateuchus setulosum là một loài bọ cánh cứng trong họ Bọ hung (Scarabaeidae).